# Джа Рул
Дже́ффри Брюс А́ткинс (англ. Jeffrey Bruce Atkins; 29 февраля 1976, Нью-Йорк, США), более известный как Джа Рул (Ja Rule) — американский рэпер и актёр.

## Ранняя жизнь
Аткинс родился в районе Холлис (Куинс, Нью-Йорк), в семье свидетелей Иеговы. Отец Джеффри ушёл из семьи, когда он был ещё ребёнком. Его мать, Дебра Аткинс, была медицинским работником, и из-за того, что она тратила много времени на работу, Джеффри в основном воспитывали его бабушка и дедушка. В возрасте 5 лет его сестра скончалась от осложнений дыхания, он остался единственным ребёнком в семье. Он переходил из одной школы в другую по причине драк. В 12 лет начал торговать наркотиками на улицах Куинса.

## Карьера

### Cash Money Click (1994-95)
Аткинс начал свою рэп-карьеру в 1994 году в составе хип-хоп группы Cash Money Click вместе с Крисом Блэком и O-1. Его сценическое имя «Ja Rule» пришло от друга, который обращался  к нему так; другие друзья называли его просто «Ja». Вместе они работали с продюсером DJ Irv над созданием ряда песен, выпустив свой дебютный сингл "Get Tha Fortune" в 1994 году. Выпуск одноименного дебютного альбома был приостановлен в 1995 году после того, как Крис Блэк был приговорен к пяти годам тюремного заключения, а группа была исключена из TVT. Без лейбла группа вскоре распалась.

### Сольная карьера
После распада группы, Ja Rule поддерживал тесные отношения с DJ Irv, который в то время работал исполнительным продюсером Def Jam. DJ Irv, теперь известный как Irv Gotti, был нанят в качестве менеджера по работе с лейблом и помог Ja Rule заключить контракт с Def Jam. В 1995 году Джа появился на "Time to Build" Mic Geronimo вместе с Jay-Z и DMX, которые также были на ранней стадии своей карьеры.  Позже он появился в песне "Usual Suspects" из второго альбома Mic Geronimo "Vendetta" в 1997 году вместе с The Lox, DMX и Tragedy Khadafi. Позже, в 1997 году, Ирв Готии получил собственный лэйбл от Def Jam, известный как Murder Inc. Records. Ja Rule был выбран в качестве ведущего артиста лейбла, и он продолжал появляться на гостевых куплетах в песнях других исполнителей, таких как Method Man, Redman, Nas, DMX, LL Cool J и Dru Hill.  Позже он появился на хит-сингле Jay-Z 1998 года "Can I Get A...", для которого он написал хук. Изначально планировалось, что это будет дебютный сингл Ja Rule, пока Jay-Z не услышал трек и не взял его себе.

### Venni Vetti Vecci (1999)
Его дебютный сингл «Holla Holla» был выпущен в марте 1999 года и стал хитом, достигнув 35-й строчки в Billboard Hot 100.  Дебютный альбом Ja Rule, «Venni Vetti Vecci», был выпущен 1 июня 1999 года и занял 3-е место в Billboard 200 с 184,000 проданными копиями за первую неделю. В конечном итоге он стал дважды платиновым. Альбом содержал синглы «Holla Holla», «It’s Murda» с Jay-Z и DMX и «Daddy’s Little Baby» с Рональдом Исли. Позднее был выпущен ремикс на «Holla Holla» с участием Jay-Z, Vita, Cadillac Tah, Black Child, Memphis Bleek и Busta Rhymes.

### Rule 3:36 (2000)
Ja Rule вернулся летом 2000 года со своим новым синглом «Between Me And You», записанный вместе с Christina Milian. Его второй альбом «Rule 3:36» был выпущен 10 октября 2000 года. Синглы «Put It On Me», «I Cry» и «Fuck You» попали в саундтрек к фильму «Форсаж». «Rule 3:36» дебютировал на 1-й строчке в чартах Billboard и в конечном итоге стал трижды платиновым.

### Pain Is Love (2001)
Вскоре после выхода «Rule 3:36» в конце лета 2001 года, Ja Rule выпустили сингл «Livin’ It Up», из третьего студийного альбома «Pain Is Love». «Pain Is Love» был выпущен 2 октября 2001 года и оказался очень успешным. В треках альбома присутствуют Family, Мисси Элиот, Ашанти, Блэк Чайлд, Caddillac Tah, Джоди Мэк, Tweet, Дженнифер Лопес. Альбом достиг 1-й строчки в Billboard 200. Снова альбом стал трижды платиновым.

### The Last Temptation (2002)
«The Last Temptation» был выпущен 19 ноября 2002 года. С синглами «Thug Lovin’» с участием Бобби Брауна и «Mesmerize» с Ашанти. Было продано 341,000 копий в первую неделю релиза. «The Last Temptation» стал платиновым 25 декабря 2002 года. Именно после этого альбома началась эпоха, которая негативно скажется на Ja Rule в будущих проектах и карьере в целом.

### Вражда с 50 Cent
Вскоре после выпуска его четвертого студийного альбома продолжающаяся вражда Ja Rule с другим рэпером из Куинса, 50 Cent, достигла своего пика: оба артиста почти ежедневно ходили на радиостанции, чтобы обмениваться оскорблениями и выпускали дисс-треки. 3 января 2003 года офисы Murder Inc. подверглись налету агентов ФБР и сотрудников полиции Нью-Йорка из-за обвинений против наркоторговца Кеннета «Supreme» МакГриффа, который был связан с Ирвом Готти, и обвинялся отмывании денег и торговле наркотиками. Из-за федерального расследования у Джа Рула был запоздалый ответ на дисс от 50 Cent. Товарищи по лейблу 50 Cent Эминем, Оби Трайс, D12 и бывшие друзья и соратники Ja Rule DMX и Busta Rhymes тоже были вовлечены во вражду. Ja Rule выпустил дисс-трек «Loose Change» в апреле 2003 года, в котором он  оскорбляет 50 Cent, а также Эминема и его дочь Хейли, Busta Rhymes и Dr. Dre. В конце концов, 50 Cent ответил «Hail Mary», в котором использовался бит из одноименной песни Тупака Шакура. Вражда продолжала широко освещаться в течение 2003 года, и в конце концов в октябре Джа Рул встретился с Луи Фарраханом, который хотел вмешаться и остановить вражду с 50 Cent.

### Blood In My Eye (2003)
Пятый студийный альбом Ja Rule «Blood in My Eye» был выпущен 4 ноября 2003 года на лейбле Murder Inc., который переименовал себя в The Inc. через несколько дней после выхода альбома. Материал задумывался просто как микстейп, но был выпущен как альбом, чтобы выполнить контрактное обязательство Ja Rule перед Murder Inc. по выпуску одного альбома ежегодно. Альбом был охарактеризован как «ненавистный", адресованный различным рэперам, включая 50 Cent, G-Unit, Eminem, Dr. Dre, DMX, Busta Rhymes и других, и ознаменовал возвращение к хардкорному стилю, который Ja Rule использовал в своих ранних работах.  Альбом порадовал всего одним хитом «Clap Back», который достиг 44 места в Billboard Hot 100 и получил премию The Source за песню года. Альбом занял 6-ю строчку в Billboard 200 и 1-ю Top R&B/Hip-Hop Albums, продав 139,000 копий за первую неделю после выпуска, а к 2008 году в США было продано более 468,000 копий. 

### R.U.L.E. (2004)
Шестой альбом Ja Rule «R.U.L.E.» был выпущен 9 ноября 2004 года, дебютировал на седьмом месте в Billboard 200 и был продан тиражом 166,000 копий за первую неделю выпуска. Его синглами были «Wonderful» при участии R. Kelly и Ашанти, а также «New York» с Fat Joe и Jadakiss, который занял 27-е место в чартах Billboard Hot 100. Третьим синглом стала песня «Caught Up» с участием Ллойда, которая не попала в Billboard Hot 100. «R.U.L.E.» стал золотым 14 января 2005 года, а к октябрю 2007 года альбом был продан тиражом 658,000 копий.

### После Murder Inc.
Первый сингл своего восьмого альбома «The Mirror» «Uh-Ohhh!», c Лил Уэйном вышел в августе 2007 года. Он попал на 69-ю строчку Hot R&B/Hip-Hop Songs и на 107-ю Billboard 200. Два других сингла «Body» при участии Эшли Джой и «Sunset» при участии The Game. Изначально «The Mirror» должен был выйти 12 сентября 2007 года, затем выход отложили до 13 ноября того же года. Но выход не состоялся. Из-за утечки композиций из своего первоначального варианта «The Mirror», Ja Rule заявил в интервью 2009 года на HipHopDX, что он будет регистрировать абсолютно новый альбом, «The Mirror: Reloaded». Оригинальная версия «The Mirror» был выпущен для бесплатного скачивания 31 июля 2009 года.
В 2009 году Ja записал новую песню с бразильской певицей Ванессой «Fly». Песня была выпущена в апреле. Она занимает 1-е место на Crowley/Brazil и была номинирована на «Hit do Ano» («Песня года»).
В 2012 вышел седьмой студийный альбом Ja Rule "Pain Is Love 2" (PIL2). Альбом был выпущен во время заключения Джа по обвинению в хранении оружия и уклонении от уплаты налогов. Альбом дебютировал под номером 197 в американском чарте Billboard 200, продав 3,200 копий за первую неделю.

## Личная жизнь

### Семья
В мае 2001 года Ja Rule женился на Айше Аткинс, с которой он учился в школе. У них двое сыновей, Джеффри-младший (2000), Джордан (2004) и дочь Бриттани (1995).
Так как 29 февраля бывает в високосный год, Ja Rule отмечает свой день рождения 26 февраля.

### Криминал
В 2003 году он ударил мужчину в Торонто, который впоследствии предъявил иск, но они урегулировали во внесудебном порядке. С тех пор ему был запрещён въезд в Канаду на неопределенный срок. В июле 2007 года Ja Rule был арестован за хранения наркотиков и пистолета. В этом же году его арестовали за вождение без прав и хранении марихуаны. В июле 2011 года посадили в тюрьму на 28 месяцев за неуплату налогов.

## Благотворительность
Ja Rule основал Life Foundation, который открывает свои двери для детей из неблагополучных семей в рамках различных программ, таких как искусство, музыка, поэзия, спорт.

## Актёрская карьера
Во время перерыва с рэпом, Ja Rule снимался в фильме «Форсаж» с Вином Дизелем. Он появился в 2004 фильме «Закон силы» вместе с Вингом Рэймсом и Пэм Гриер. Он также снялся в фильме «Шашлык» с Куин Латифой. Работал над фильмом «Do Not Fade Away» с Мишой Бартон. Снялся в фильме «Ни жив ни мёртв» со Стивеном Сигалом.

## Дискография

### Альбомы
- Venni Vetti Vecci (1999)
- Rule 3:36 (2000)
- Pain Is Love (2001)
- The Last Temptation (2002)
- Blood in My Eye (2003)
- R.U.L.E. (2004)
- Pain Is Love 2 (2012)

### Компиляции
- Exodus (2005)
- Icon (2012)

### Микстейпы
- Atkins Files Vol. 1 (2008)
- The Mirror (2009)

## Награды и номинации
| Год  | Награда/Номинация                                                                           |
| ---- | ------------------------------------------------------------------------------------------- |
| 2001 | Source Hip-Hop Music Award Won for Single of the Year — «Put It on Me»                      |
| 2001 | MTV Video Music Awards nomination for Best Rap Video — «Put It on Me»                       |
| 2002 | MTV Video Music Awards Won for Best Hip-Hop Video — «I’m Real (Murder Remix)»               |
| 2002 | MTV Video Music Awards nominated for Best Hip-Hop Video — «Always on Time»                  |
| 2002 | American Music Award nominated for Favorite Rap/Hip-Hop Artist                              |
| 2002 | Grammy Awards nominated for Best Rap Performance by a Duo or Group — «Put It on Me»         |
| 2002 | Grammy Awards nominated for Best Rap Album — Pain Is Love                                   |
| 2002 | Grammy Awards nominated for Best Rap/Sung Collaboration — «Livin' It Up»                    |
| 2002 | World Music Awards Won for World’s Best-Selling Rap Artist                                  |
| 2002 | BET Awards Won for Best Male Hip-Hop Artist Artist                                          |
| 2002 | GQ Men of the Year Award Won for Musician of the Year                                       |
| 2002 | Teen Choice Awards Won for Male Artist of the Year                                          |
| 2002 | NAACP Image Awards Won for Best Rap/Hip-Hop Artist                                          |
| 2002 | Soul Train Music Award nomination for Best Rap/Soul or Rap Album of the Year — Pain Is Love |
| 2003 | Source Award Won for R&B/Rap Collboration of the Year — «Thug Lovin'»                       |
| 2003 | American Music Award nomination for Favorite Hip-Hop/R&B Male Artist                        |
| 2003 | Grammy Awards nomination for Best Rap/Sung Collaboration — «Always on Time»                 |
| 2004 | Source Award Won for Phat Tape Song of the Year — «Clap Back»                               |
| 2009 | MTV Video Music Brasil nomination for Hit do Ano (Song of the Year) — «Fly»                 |

## Фильмография
| Год  | Фильм                     | Играет                         |
| ---- | ------------------------- | ------------------------------ |
| 2000 | Ведьма хип хопа           | Самого себя                    |
| 2000 | Сделай погромче           | David 'Gage' Williams          |
| 2000 | Задний план               | Самого себя                    |
| 2001 | Crime Partners            | Убийцу                         |
| 2001 | Форсаж                    | Эдвин                          |
| 2002 | Ни жив, ни мертв          | Nicolas 'Nick' Frazier         |
| 2003 | Очень страшное кино 3     | Агент Томпсон                  |
| 2003 | Поли Шор мёртв            | Самого себя                    |
| 2004 | Шашлык                    | Персиваль «Bling Bling» Эшмеки |
| 2004 | Давайте потанцуем         | Hip Hop Bar Performer          |
| 2005 | Закон силы                | Reggie Cooper                  |
| 2005 | Нападение на 13-й участок | Smiley                         |
| 2009 | Don't Fade Away           | Foster                         |
| 2013 | Я влюбился в монашку      | Майлз                          |